# 権煥
権 煥（クォン・ファン、朝鮮語: 권환/權煥、1903年1月6日 - 1954年7月30日）は、日本統治時代の朝鮮及び大韓民国の詩人。本貫は安東権氏。
本名は権 景完（クォン・ギョンワン、권경완）、または権 允煥（クォン・ユヌァン、권윤환）。

## 経歴
大韓帝国慶尚南道昌原郡鎮田面に生まれ、渡日し山形高校を経て京都帝国大学（現・京都大学）独文科卒業。1925年に雑誌『学潮』に作品を発表し、それに関連して拘束された。同時期に留学中であった金孝植や安漠、林和らと親交を結び、朝鮮プロレタリア芸術家同盟東京支部などで活躍した。1930年に林和らとともに帰国し朝鮮プロレタリア芸術家同盟を主導し、『行くなら行こう』（朝鮮之光1930年3月）、『頭を地まで下げるまで』（音楽と詩1930年8月）や、そのほか『無産芸術運動の別故と将来の展開策』、『朝鮮芸術運動の当面の具体的過程』などの文学批評を発表している。1931年には「KAPF詩人集」にも参加したことにより、1930年代のボリシェヴィキ芸術運動を主導する人物として名を鳴らした。1931年朝鮮プロレタリア芸術家同盟の第1次検挙の際逮捕されるが不起訴処分を受け、1935年の第3次検挙の時は有罪判決を受けたが、執行猶予で釈放された。また、同時期に中外日報、朝鮮日報の記者や朝鮮女子医学講習所（現在の高麗大学校医科大学）の講師、金海で農場員、京城帝国大学図書館の司書など職を転々とし、1943年に初詩集『自画像』、1944年に『倫理』を発刊した。解放後には朝鮮プロレタリア芸術家同盟や朝鮮文学家同盟の中央執行委員などを務め、1946年に詩集『凍結』を発行した。馬山で教員をしていたが、肺の持病により馬山療養所で51歳で死去した。